# Gamma1 Caeli
Pour les étoiles portant cette désignation de Bayer, voir γ Caeli.
Désignations
Gamma1 Caeli (γ1 Caeli / γ1 Cae) est une étoile binaire de la constellation du Burin.  Sa magnitude apparente combinée est de +4,55. Elle est située à environ 185 années-lumière de la Terre.
La composante la plus brillante est une géante orange de type K. La compagne est une étoile de magnitude 8,48 située à 3,15 secondes d'arc.